# Купянский район
Купянский район (укр. Куп'янський район) — административная единица на востоке Харьковской области Украины. Административный центр — город Купянск.
По состоянию на 2024 год, северо-восточная часть района оккупирована российскими войсками в ходе вторжения России на Украину.

## География
Площадь — 4612 км². Район граничит на западе — с Чугуевским на юге — с Изюмским районами Харьковской области.
На востоке — с Сватовским районом Луганской области.
Основные реки — Оскол и его притоки Купянка, Осиновая, Сенёк и Синиха (правые), а также Гнилица, Лозоватка, Новоосиновка и Песчаная (левые).

## История
- 7 марта 1923 года правительством УССР постановлением Президиума Всеукраинского Центрального Исполнительного Комитета № 315 от 7 марта 1923 года была принята новая система административного деления территории республики. Уезды и волости были заменены районами и округами.
- В Харьковской губернии в 1923 году вместо 10 уездов было создано 5 округов, вместо 227 волостей — 77 районов, в том числе небольшой Купянский район, образованный в УССР постановлением Президиума Всеукраинского Центрального Исполнительного Комитета № 315 от 7 марта 1923 года.
- В 2020 году в рамках «оптимизации» районов в Харьковской области Верховная Рада оставила семь районов, в том числе Купянский.
- 17 июля 2020 года в рамках украинской административно-территориальной реформы по новому делению Харьковской области[4][5][6] район был укрупнён, в его состав вошли территории: Купянского района, Великобурлукского района, Двуречанского района, Шевченковского района, а также города областного значения Купянск.
- 27 февраля 2022 года в ходе Вторжения России в Украину российские войска оккупировали административный центр района город Купянск. Мэр города Геннадий Мацегора передал город без боя, за что был обвинен в государственной измене. Оккупационная администрация установила контроль над городом и прилегающими территориями района.

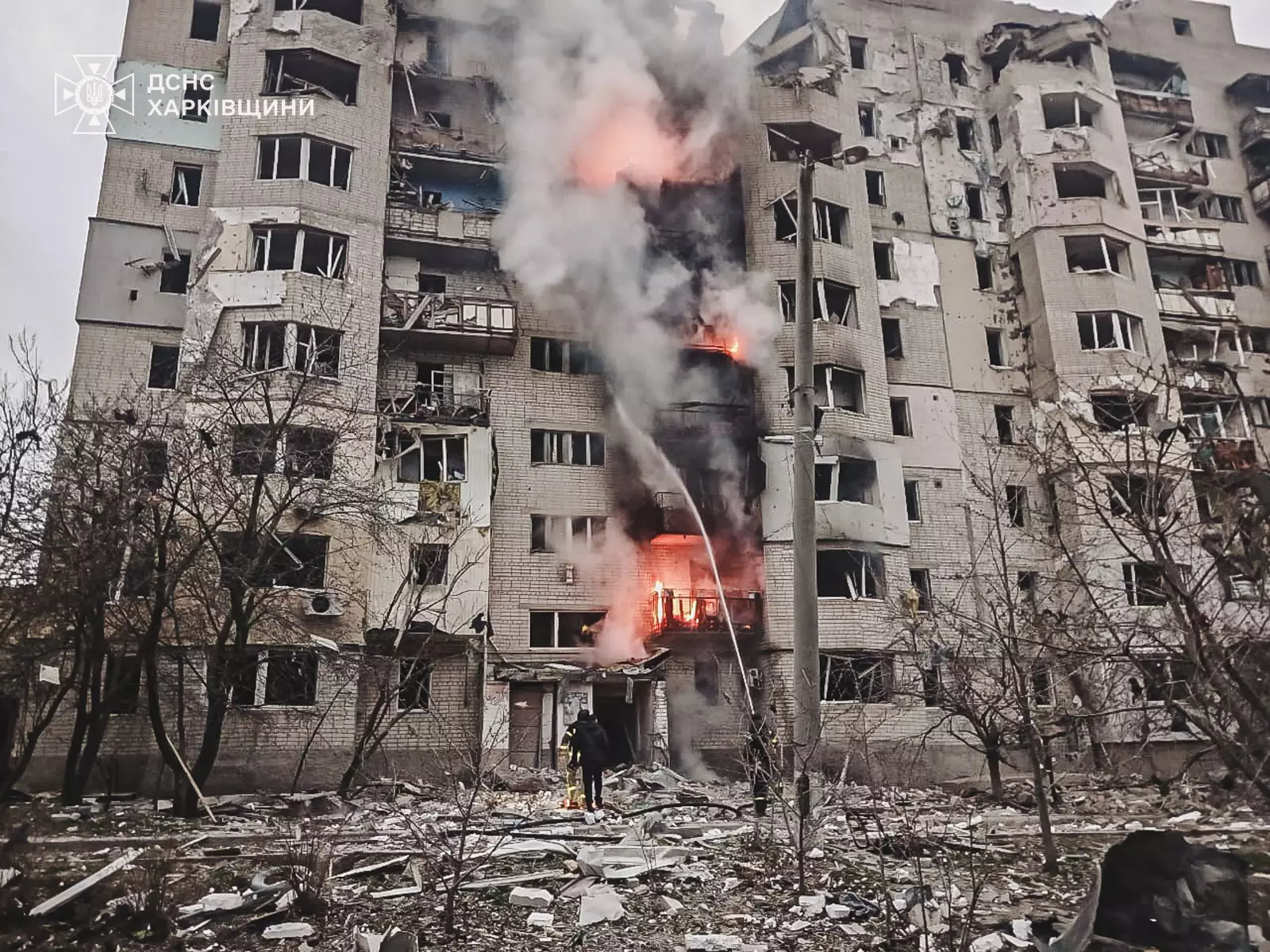
Жилой дом в Купянске после обстрела российских войск. 2025

- Жилой дом в Купянске после обстрела российских войск. 2025В сентябре 2022 года Вооруженные силы Украины провели успешное контрнаступление, освободив большинство населенных пунктов Купянского района, включая Купянск и Купянск-Узловой. Это стало важной стратегической победой, поскольку район является ключевым транспортным узлом.[7]
- С лета 2023 Россия пытается повторно оккупировать район, сосредотачивая усилия на Купянском направлении. После освобождения район оставался под неизменными обстрелами со стороны российских войск.
- В январе 2025 года российские войска находились в 2–3 км от Купянска, а в поселке Двуречная продолжались активные боевые действия.[8]

## Население
Численность населения района в укрупнённых границах — 137,2 тыс. человек.
Численность населения района в границах до 17 июля 2020 года по состоянию на 1 января 2020 года — 23 180 человек (всё — сельское, без города Купянск). Население района в 1966 году (с Купянском) составляло 80 213 человек; плотность населения составляла 63,6 человека на 1 км².

## Административное устройство

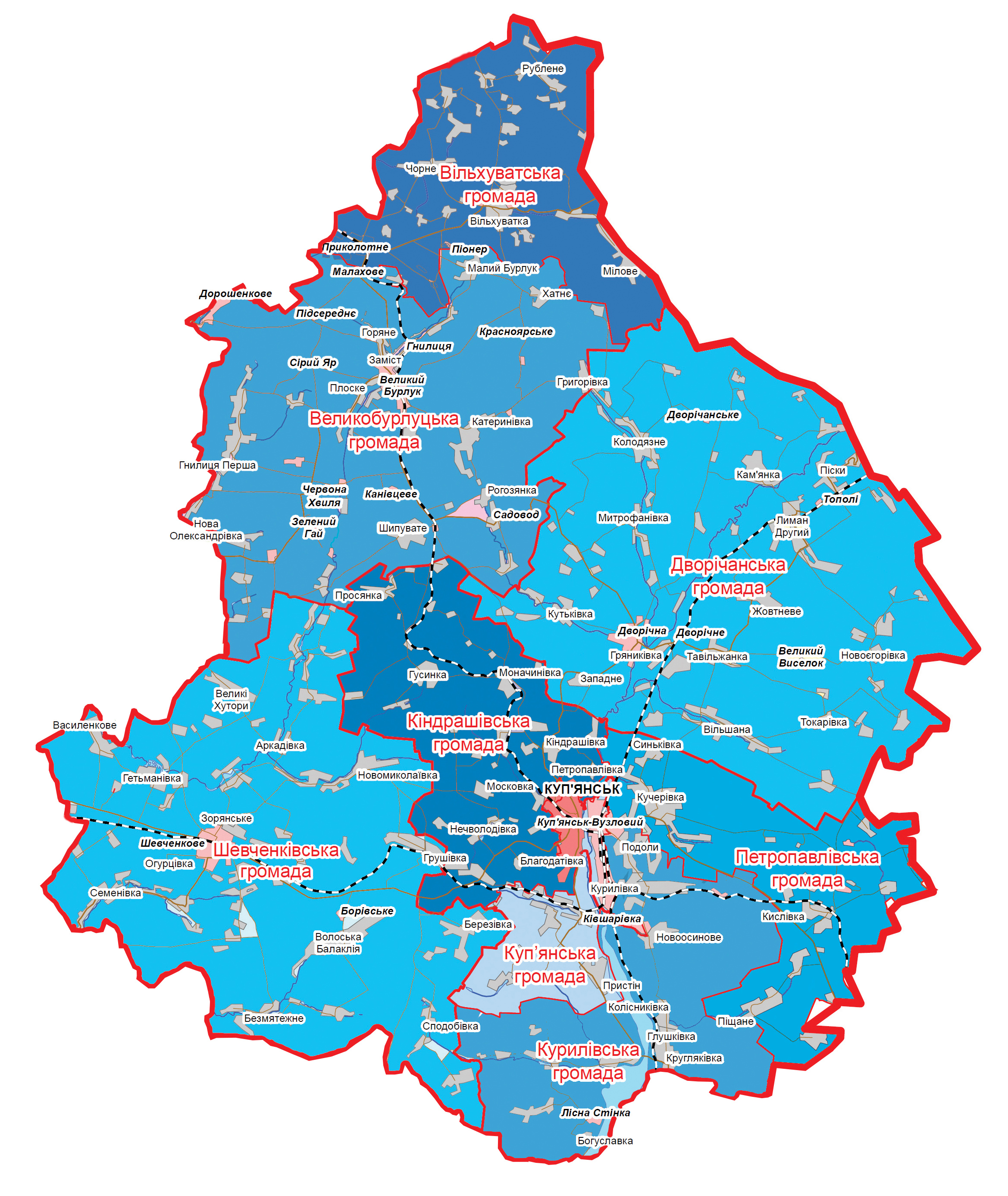
Карта района и общин от 17 июля 2020 года

Район в укрупнённых границах с 17 июля 2020 года делится на 8 территориальных общин (громад), в том числе 1 городскую, 3 поселковые и 4 сельские общины (в скобках — их административные центры):
- Городские:
  - Купянская городская община (город Купянск);
- Поселковые:
  - Великобурлукская поселковая община (посёлокВеликий Бурлук),
  - Двуречанская поселковая община (посёлок Двуречная),
  - Шевченковская поселковая община (посёлок Шевченково);
- Сельские:
  - Кондрашовская сельская община (село Кондрашовка),
  - Куриловская сельская община (село Куриловка),
  - Ольховатская сельская община (село Ольховатка),
  - Петропавловская сельская община (село Петропавловка).

### История деления района
Район в старых границах до 17 июля 2020 года включал в себя:
| - Сельских советов: 19 | - Посёлков: 1 - Сёл: 69 |

Местные советы (в старых границах до 17 июля 2020 года):
| Вишневский сельский совет Глушковский сельский совет Грушевский сельский совет Гусинский сельский совет Ягодненский сельский совет Кисловский сельский совет Кондрашовский сельский совет Кругляковский сельский совет Куриловский сельский совет Лесностенковский сельский совет | Моначиновский сельский совет Нечволодовский сельский совет Песчанский сельский совет Петровский сельский совет Петропавловский сельский совет Пристенский сельский совет Просянский сельский совет Сеньковский сельский совет Смородьковский сельский совет |

Населённые пункты (в старых границах до 17 июля 2020 года):
| с. Белое с. Берестовое с. Благодатовка с. Болдыревка с. Василевка (Грушевский сельсовет) с. Василевка (Моначиновский сельсовет) с. Великая Шапковка с. Вишневка с. Волчий Яр с. Воронцовка с. Глушковка с. Голубовка с. Грушевка с. Гусинка с. Дорошовка с. Егоровка с. Затишное с. Ивановка с. Калиново с. Кисловка с. Ковалевка с. Колесниковка с. Кондрашовка с. Котляровка | с. Крахмальное с. Кругляковка с. Куриловка с. Курочкино с. Кучеровка с. Лесная Стенка с. Малая Шапковка с. Моначиновка с. Московка с. Нечволодовка с. Николаевка с. Николаевка Вторая с. Николаевка Первая с. Новая Тарасовка с. Новоосиново с. Орлянка (до 2009 года — посёлок Орлянское) с. Осадьковка с. Осиново с. Паламаревка пос. Песчаное с. Песчаное с. Петропавловка с. Подолы с. Пойдуновка | с. Прилютово с. Пристен с. Прокоповка с. Просянка с. Радьковка с. Садовое с. Самборовка с. Селище с. Сенек с. Сеньково с. Синиха с. Синьковка с. Смородьковка с. Соболевка с. Стенка с. Степовая Новоселовка с. Табаевка с. Тамаргановка с. Тищенковка с. Хомино с. Цыбовка с. Ягодное |

Ликвидированные населённые пункты (в старых границах до 17 июля 2020 года):
| с. Абрамов Яр с. Бодровка пос. Вишневый Сад с. Загоруйковка с. Ивановка (Лесостенковский сельсовет) с. Кленки | с. Крещатое с. Макухино с. Марсовка с. Маховка с. Парневое с. Перемотово | с. Русановка с. Репковка с. Тимковка с. Соляниковка с. Ревуче с. Шаповаловка |

## Экономика
Экономика Купянского района традиционно базируется на сельском хозяйстве, перерабатывающей промышленности и транспорте, но с 2022 года она претерпела существенные изменения из-за войны.
- Сельское хозяйство

Это главная отрасль экономики района:
Растениеводство: выращивание зерновых культур (пшеница, ячмень, кукуруза), подсолнечника, рапса.
Животноводство: разведение крупного рогатого скота, свиноводство, птицеводство.
Сельхозпредприятия: многочисленные фермерские хозяйства и агрофирмы.
- Промышленность

В районе работали небольшие перерабатывающие предприятия:
Пищевая промышленность: мельницы, хлебозаводы, масличные и молокозаводы.
Машиностроение и металлообработка (до 2022 г.): отдельные предприятия в Купянске, в том числе железнодорожного профиля.
Строительные материалы: производство кирпича, обработка песка и глины.
- Транспорт и логистика

Железная дорога: город Купянск – важный транспортный узел, где пересекаются пути в направлении Харькова, Луганска, Изюма, Волчанска.
Автотранспорт: грузовые перевозки для сельхозсырья.
- Торговля и услуги

До войны работали торговые центры, рынки, банки, кафе, образовательные и медицинские услуги.
По состоянию на 2025 год многие объекты инфраструктуры повреждены или работают ограниченно.
Военное влияние на экономику
Оккупированные территории: часть района временно находилась под оккупацией РФ, что остановило или разрушило предприятия.
Миграция населения: большое количество жителей уехало, что повлияло на рынок труда.
Восстановление: после деоккупации идет восстановление инфраструктуры, продолжаются программы помощи аграриям.

## Транспорт

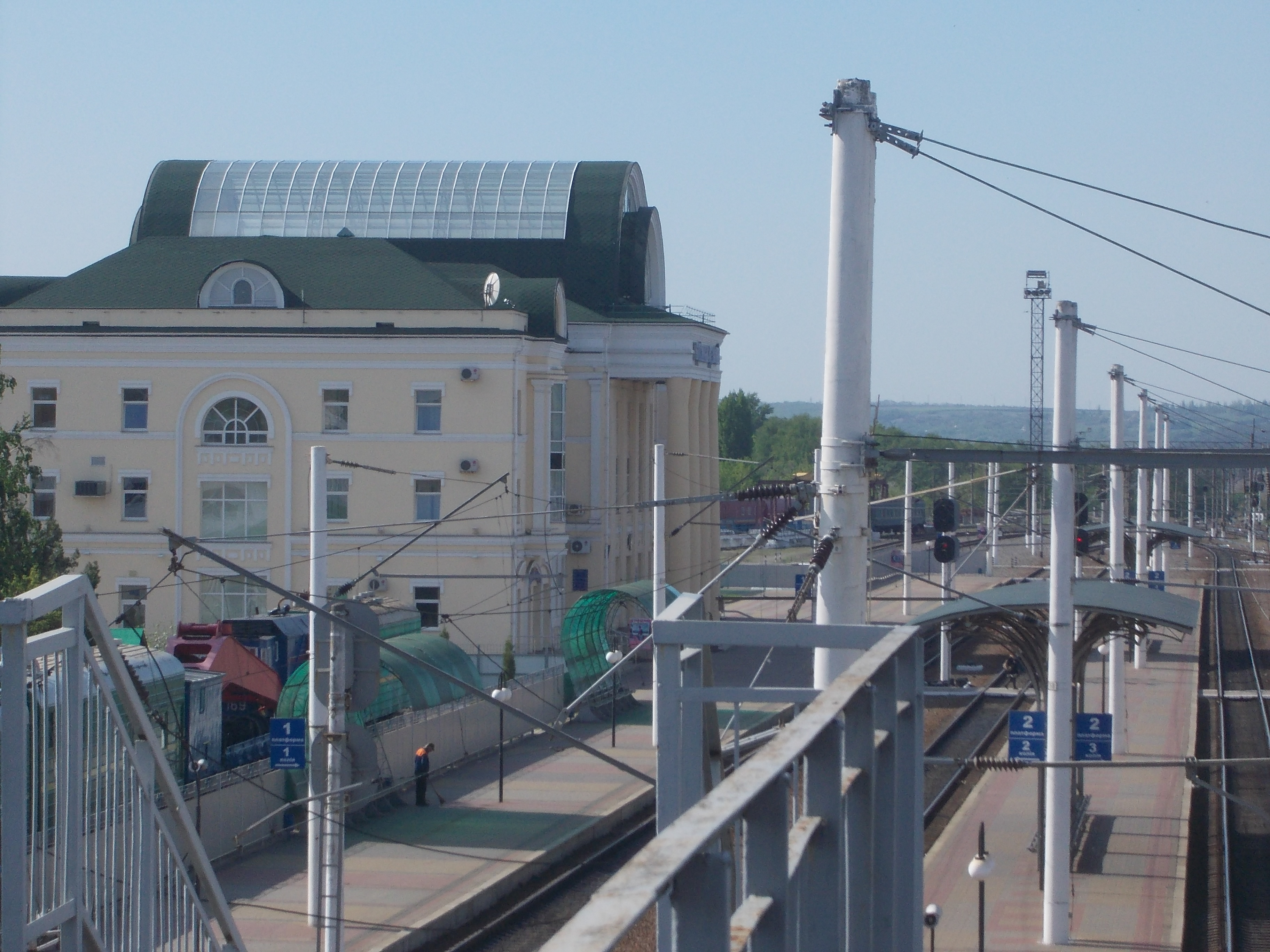
Станция Купянск-Узловой

Через район проходят 5 железных дорог: Купянск — Волчанск, Купянск — Харьков, Купянск — Валуйки, Купянск — Сватово, Купянск — Святогорск. Харьков — Луганск.
Автодороги проходящие через район:
- Национального значения

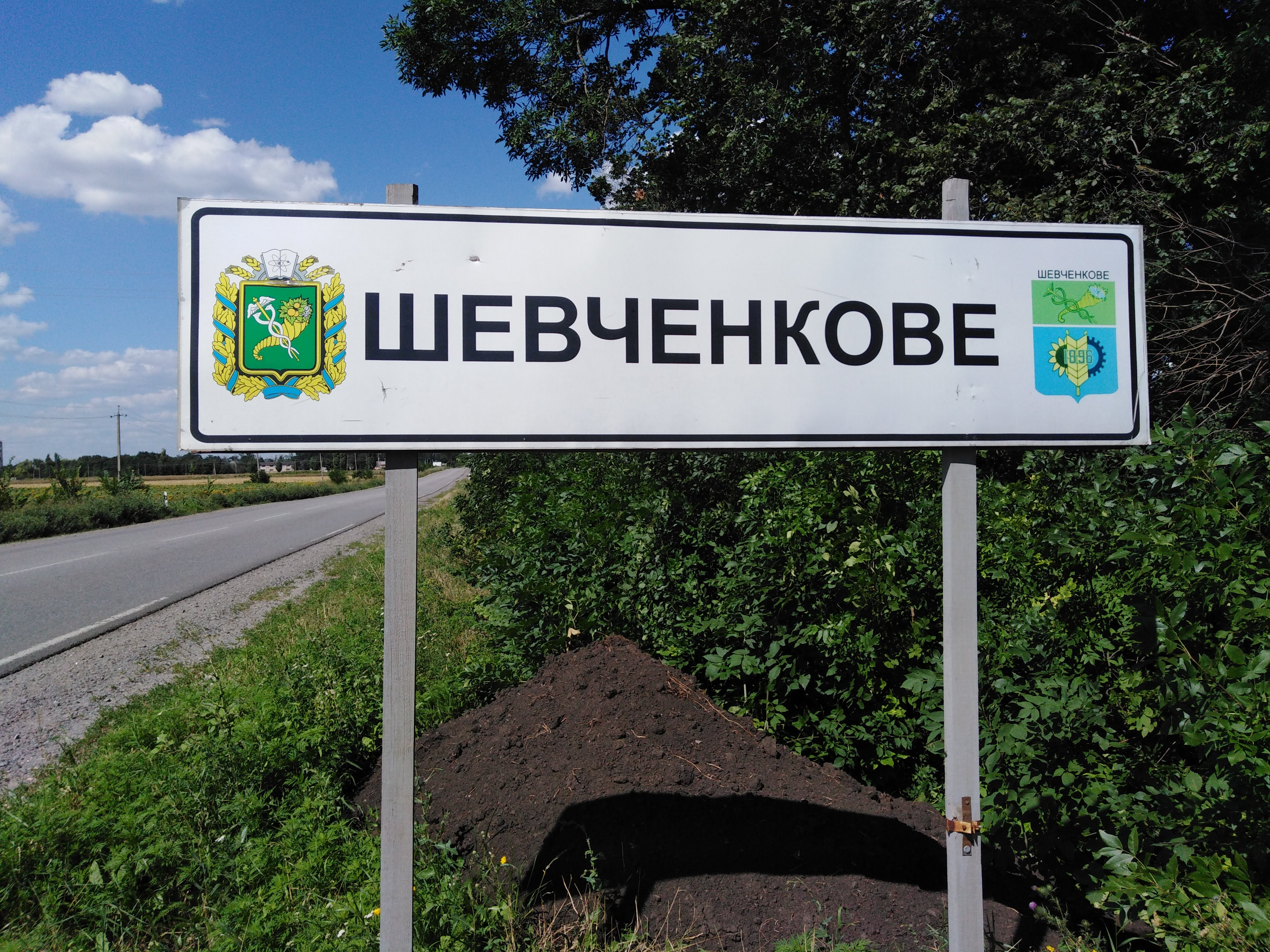
Знак на трассе Н-26 в пос. Шевченково

Н-26, которая начинается в городе Чугуев, далее пролегает через населённые пункты Шевченково, Купянск, Сватово, Старобельск, Беловодск и заканчивается в посёлке Меловое Луганской области. (через район от с. Худоярово до с. Крохмальное).
- Регионального значения

Р-79 Сахновщина-Пески (через район от с. Кругляковка до с. Пески).
- Территориального значения

Т-21-04 Харьков-КПП Чугуновка (через район от пос. Приколотное до КПП Чугуновка);
Т-21-10 Кегичёвка-Шевченково (через район от с. Семеновка до пос. Шевченково);
Т-21-11 Чугуев-Великий Бурлук (через район от с. Новая Александровка до пос. Великий Бурлук);
Т-21-14 Приколотное-Двуречная. (через район от пос. Приколотное до пос. Двуречная).
В результате боевых действий, вызванных российской агрессией, часть инфраструктуры дорог района была повреждена.   В частности, были разрушены мосты и повреждены дорожные покрытия в пределах населенных пунктов, через которые проходит маршруты.  Для обеспечения проезда на этих участках были построены временные переправы и проводятся ремонтные работы.

## Культура
- Народное творчество и обычаи

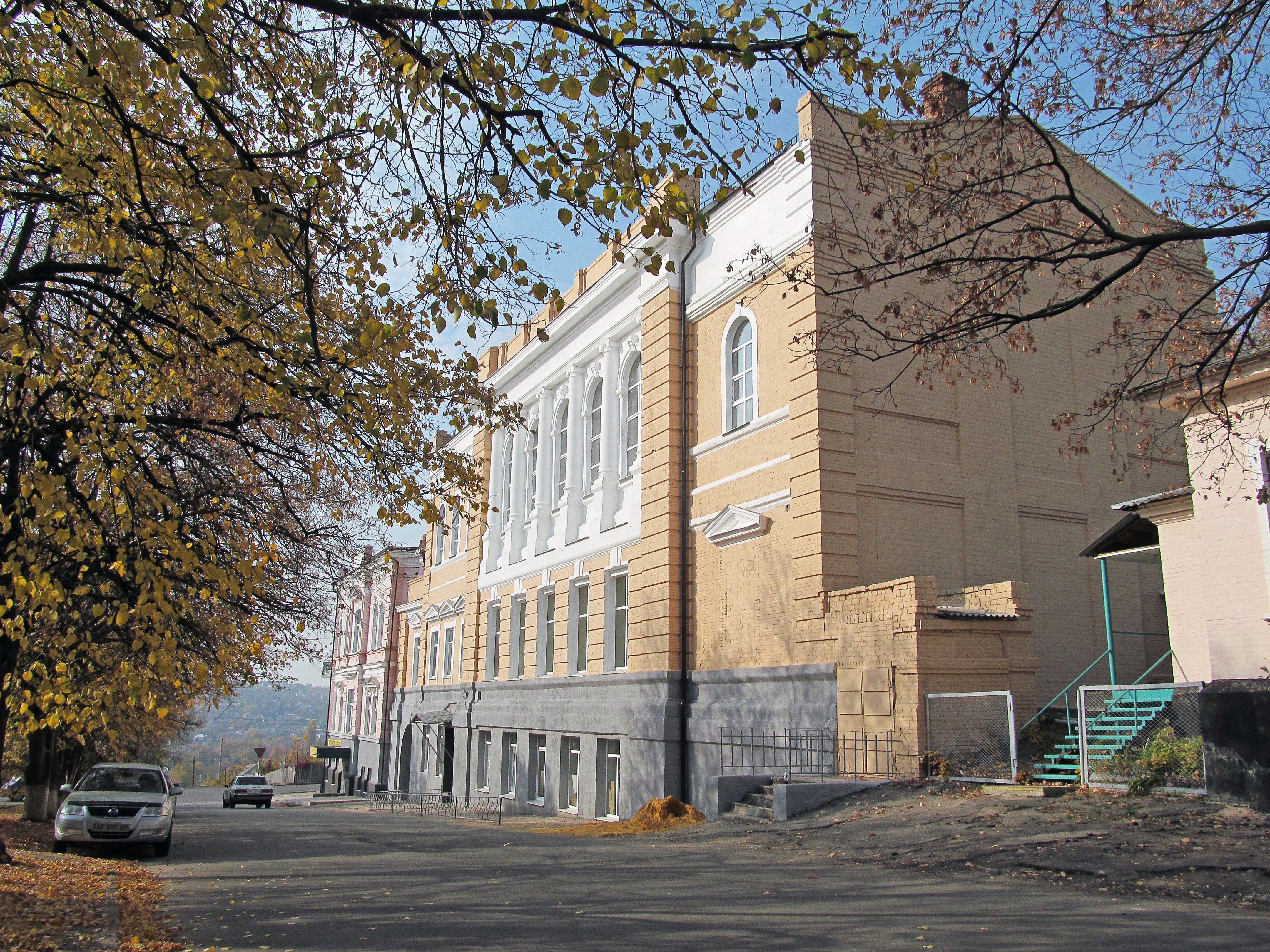
Дом Культуры. Купянск

В селах Петропавловка, Глушковка, Пристин активно сохраняют традиции вышивки, ткачества, народной песни. В Двуречной и Ольховатке действуют фольклорные коллективы, выступающие на областных фестивалях. В селе Кондрашовка проводятся обряды традиционных праздников - "Купала", "Щедрый вечер", "Зеленые праздники".
- Учреждения культуры

В каждой общине действуют дома культуры, сельские клубы и библиотеки. Двуречанский дом культуры проводит фестивали местных любителей сцены. В Шевченковом функционирует центр досуга, где работают кружки пения, танца, театра. В Глушковке действует краеведческий уголок библиотеки с экспонатами местной истории.
- Искусство и образование

В Купянском районе функционируют музыкальные и художественные школы (Купянск, Шевченково, Двуречная, Великий Бурлук). Местные художники и дети принимают участие в выставках, конкурсах на уровне области и Украины.
- Религия и духовная жизнь

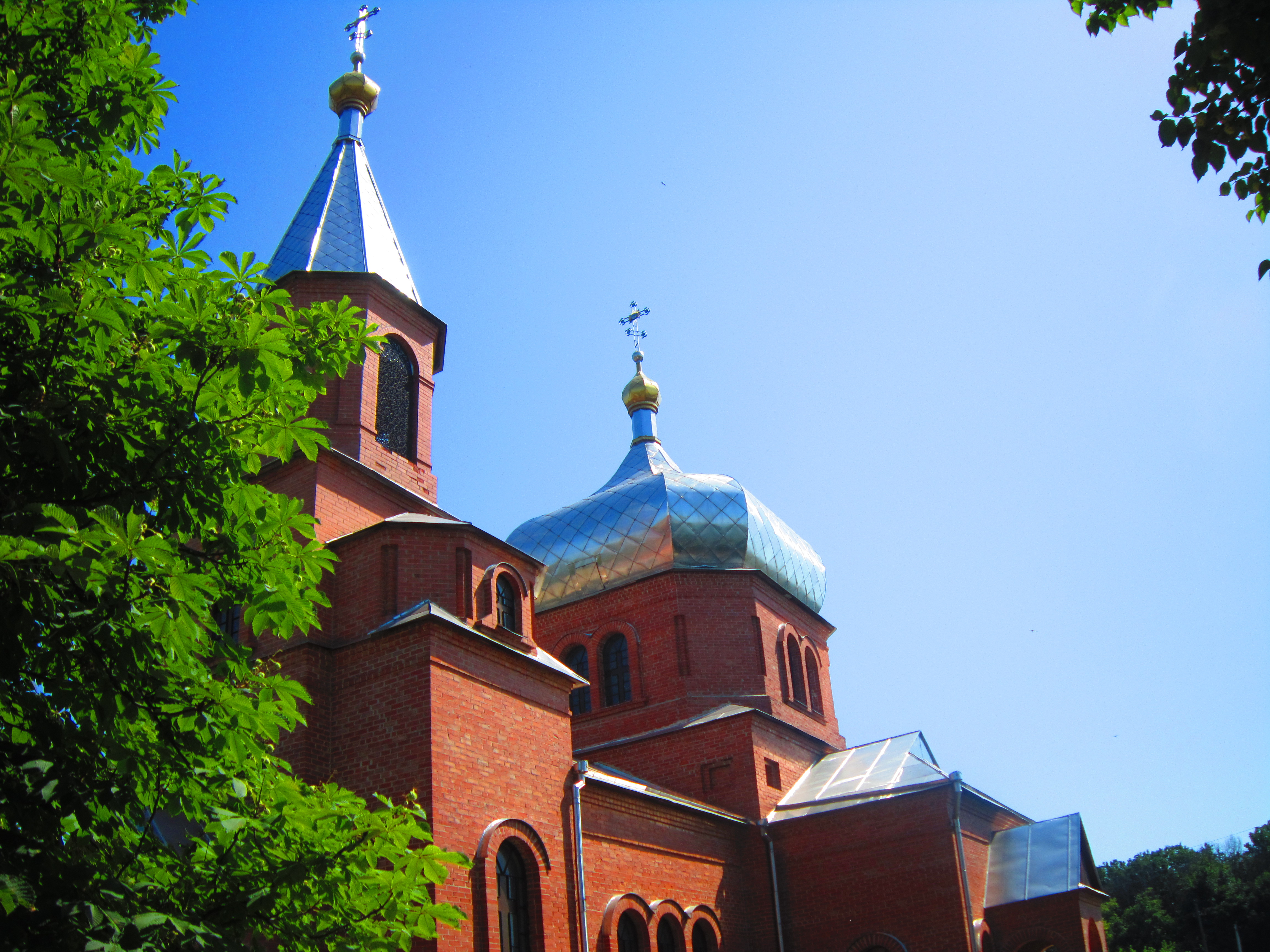
Церковь Спаса Преображения. Великий Бурлук

В районе сохранились старинные церкви. Во время больших религиозных праздников во многих селах проходят крестные шествия, народные ярмарки, концерты
Из-за боевых действий многие сельские клубы, библиотеки и музеи потерпели разрушения (в частности в Двуречанской и Петропавловской общинах).
Однако общины активно поддерживают волонтерские культурные инициативы, проводят онлайн мероприятия, творческие мастер-классы для детей, особенно переселенцев.
По состоянию на 2025 год, медиапространство Купянского района Харьковской области претерпело значительные изменения из-за войны и оккупации. Многие местные СМИ прекратили свою деятельность, но некоторые продолжают информировать население, адаптируясь к новым условиям.
«Вестник Купянщины» Это ключевое печатное издание района, после деоккупации возобновившее свою работу в 2023 году. В некоторых общинах есть свои газеты.

## Археология и палеогенетика
В 1955—1957 годах у хутора Александрия Купянского района Харьковской области на левом берегу реки Оскол Д. Телегиным было раскопано энеолитическое кладбище культуры Средний Стог II. У одного из образцов была определена Y-хромосомная гаплогруппа R1a-M417 и митохондриальная гаплогруппа H2a1a.

## Известные уроженцы
- Сядрыстый Николай Сергеевич — известный мастер микроминиатюр, родился 1 сентября 1937 года в с. Колесниковка. Всесторонне образованная личность: мастер спорта СССР, абсолютный чемпион Украины по подводному плаванию, художник, удостоенный звания «Заслуженный мастер народного творчества Украины», Народный художник Украины, поэт, исследователь сути и истоков тоталитарных режимов: фашизма, коммунизма и нацизма, автор всех архивных текстов на Мемориале памяти жертв голодоморов
- Скрыпник Михаил Семёнович (1926—1995) — полный кавалер Ордена Славы, снайпер 120-го гвардейского стрелкового полка 39-й гвардейской стрелковой дивизии. Родился в селе Белое.
- Илья Ильич Мечников – выдающийся микробиолог, лауреат Нобелевской премии, родился в селе Панасовка Купянского района.
- Григорий Савич Сковорода — украинский философ, поэт, музыкант, народный просветитель, который более двух десятилетий жил и творил на Купянщине.
- Ивченко Валерий Михайлович – актер театра и кино, народный артист Украины и России.
- Микушев Леонид Евгеньевич - известный музыкант и дирижер, известный как "Маэстро Купянщины".
- Кулик Лилия Владимировна – украинская легкоатлетка-олимпийка, мастер спорта международного класса.
- Аникеев Юрий Владимирович - украинский шашист, чемпион мира по шашкам-64 (2004), серебряный (2008, 2018) и бронзовый (2002) призер.
- Алефиренко Сергей Александрович – младший сержант Вооруженных сил Украины, участник войны на востоке Украины.
- Жердий Евгений Николаевич – командир звена 273-го истребительного авиационного полка, участник Великой Отечественной войны, Герой Советского Союза (1942).